# Siphlonurus alternatus
Espèce
Synonymes
- Baetis alternata Say, 1824
- Siphlonurus linnaeanus (Eaton, 1871)[2]
- Siphlurella linneana Eaton, 1871

Siphlonurus alternatus est une espèce d'insectes de l'ordre des Ephemeroptera (les éphémères), de la famille des Siphlonuridae.

## Répartition géographique
Cette espèce se rencontre en Amérique du Nord.